# الیهو آدامز
الیهو آدامز (انگلیسی: Elihu Adams ; ۲۹ مهٔ ۱۷۴۱ – ۱۰ اوت ۱۷۷۵ ) فرد نظامی اهل ایالات متحده آمریکا بود؛ که به عنوان سرباز ارتش قاره‌ای در جنگ‌های استقلال آمریکا در تاریخ انقلاب این کشور نقش داشت.

## زندگی‌نامه
الیهو آدامز در برینتری، ماساچوست متولد شد و پدرش جان آدامز سینیور و مادرش سوزانا بویلستون بود و برادر بزرگترش جان آدامز دومین رئیس‌جمهور ایالات متحده آمریکا شد و برادر دیگرش پیتر بویلستون آدامز که هنگام انقلاب آمریکا به عنوان یک کاپیتان ارتش خدمت کرد. الیهو آدامز در هنگام محاصره بوستون کاپیتان مؤسسه داوطلبان برینتری بود یعنی داوطلبانی که تعهد می‌کردند ظرف یک دقیقه پس از فراخوانی در(جنگ‌های استقلال آمریکا) آمادهٔ حرکت شوند. او در ۱۷۷۵ در نبردهای لکسینگتون و کنکورد شرکت داشت و در ۱۰ اوت ۱۷۷۵ بر اثر ابتلاء به اسهال خونی در سن ۳۴ سالگی درگذشت.